# Izquierda Verde (Dinamarca)
La Izquierda Verde (anteriormente conocido como Partido Popular  Socialista) (Socialistisk Folkeparti, SF) es un partido de la izquierda danesa con tendencias ecologistas. Se fundó en 1959 cuando el presidente del Partido Comunista de Dinamarca, Aksel Larsen, tras condenar la invasión soviética de Hungría, fue expulsado del partido. En las elecciones generales de 2015 obtuvo el 4,2% de los votos y 7 escaños. En octubre de 2006 tenía 9.331 militantes y su presidenta es Pia Olsen Dyhr.

## Presidentes del partido
| Nombre             | Fotografía | Inicio | Fin      | Otros cargos |
| ------------------ | ---------- | ------ | -------- | --- |
| Aksel Larsen       |            | 1959   | 1968     | Presidente del Partido Comunista de Dinamarca (1932-1958) Diputado del Folketing (1932-1941; 1945-1971)                                            |
| Sigurd Ømann       |            | 1968   | 1974     | Diputado del Folketing (1966-1977) |
| Gert Petersen      |            | 1974   | 1991     | |
| Holger K. Nielsen  |            | 1991   | 2005     | Ministro de Relaciones Exteriores (2013-2014) Ministro de Impuestos (2012-2013) Diputado del Folketing (1981-1984; 1987-2019)                      |
| Villy Søvndal      |            | 2005   | 2012     | Ministro de Relaciones Exteriores (2011-2013) Diputado del Folketing (1994-2013)                                                                   |
| Annette Vilhelmsen |            | 2012   | 2014     | Ministra de Asuntos Sociales e Integración (2013-2014) Ministra de Economía y Asuntos Empresariales (2012-2013) Diputada del Folketing (2011-2015) |
| Pia Olsen Dyhr     |            | 2014   | presente | Ministra de Transportes (2013-2014) Ministra de Comercio e Inversiones (2011-2013) Diputada del Folketing (2007-presente)                          |

## Resultados electorales
| Elección | Votos        | Votos | Escaños | Escaños | Resultado                 |
| Elección | N°           | %     | N°      | +/-     | Resultado                 |
| -------- | ------------ | ----- | ------- | ------- | ------------------------- |
| 1960     | 149.440 (#4) | 6,1   | 11/179  |         | Oposición                 |
| 1964     | 151.697 (#4) | 5,8   | 10/179  | 1       | Oposición                 |
| 1966     | 304.437 (#4) | 10,9  | 20/179  | 10      | Apoyo externo (1966-1967) |
| 1966     | 304.437 (#4) | 10,9  | 20/179  | 10      | Oposición (1967-1968)     |
| 1968     | 174.553 (#5) | 6,1   | 11/179  | 9       | Oposición                 |
| 1971     | 262.756 (#5) | 9,1   | 17/179  | 6       | Apoyo externo             |
| 1973     | 183.522 (#7) | 6,01  | 11/179  | 6       | Oposición                 |
| 1975     | 150.963 (#6) | 4,95  | 9/179   | 2       | Apoyo externo             |
| 1977     | 120.357 (#6) | 3,87  | 7/179   | 2       | Oposición                 |
| 1979     | 187.284 (#5) | 5,91  | 11/179  | 4       | Apoyo externo             |
| 1981     | 353.373 (#4) | 11,31 | 21/179  | 10      | Oposición                 |
| 1984     | 387.122 (#4) | 11,51 | 21/179  | 0       | Oposición                 |
| 1987     | 490.176 (#3) | 14,58 | 27/179  | 6       | Oposición                 |
| 1988     | 433.261 (#3) | 13,01 | 24/179  | 3       | Oposición                 |
| 1990     | 268.759 (#4) | 8,30  | 15/179  | 9       | Oposición                 |
| 1994     | 242.398 (#4) | 7,28  | 13/179  | 2       | Apoyo externo             |
| 1998     | 257.406 (#4) | 7,46  | 13/179  | 0       | Apoyo externo             |
| 2001     | 219.842 (#5) | 6,37  | 12/179  | 1       | Oposición                 |
| 2005     | 201.047 (#6) | 5,99  | 11/179  | 1       | Oposición                 |
| 2007     | 450.975 (#4) | 13,04 | 23/179  | 12      | Oposición                 |
| 2011     | 326.118 (#5) | 9,20  | 16/179  | 7       | En coalición (2011-2014)  |
| 2011     | 326.118 (#5) | 9,20  | 16/179  | 7       | Apoyo externo (2014-2015) |
| 2015     | 147.578 (#7) | 4,2   | 7/179   | 9       | Oposición                 |
| 2019     | 272.304 (#5) | 7,71  | 14/179  | 7       | Apoyo externo             |
| 2022     | 293.186 (#4) | 8,3   | 15/179  | 1       | Oposición                 |